# H.E.R.
Gabriella " Gabi " Wilson (født 27. juni 1997),  bedre kendt som H.E.R. (akronym for Having Everything Revealed, at have alt afsløret), er en amerikansk sangerinde og sangskriver. Før Wilson blev kendt som H.E.R. opnåede hun berømmelse ved at deltage i Radio Disneys Next Big Thing i 2009. Hun signede senere hos RCA Records i en alder af 14 år og udgav singlen Something To Prove under hendes rigtige navn i 2014.
Wilson genopstod i 2016 som H.E.R. og udgav sin debut EP H.E.R. Volume 1. Efterfølgende udgav hun EP'erne H.E.R. Volume 2 (2017), The B Sides (2017), I Used To Know Her: The Prelude (2018) og I Used To Know Her: Part 2 (2018), de to sidstnævnte førte til hendes kommende debutalbum. Opsamlingsalbummet H.E.R. udkom i oktober 2017, bestående af sange fra sangerens første to EP'er samt seks ekstra sange. H.E.R. blev nomineret til fem Grammy Awards på den 61. årlige Grammy Awards i 2019, og vandt nomineringerne for bedste R & B Performance og for bedste R & B Album.